# Appaloosa (film 2008)
Appaloosa – amerykański western z 2008 roku na podstawie powieści Roberta B. Parkera. Film nie jest w żaden sposób powiązany z westernem o tym samym tytule z 1966 roku, natomiast nawiązuje do westernu Dwa złote colty z 1959.

## Główne role
- Ed Harris - Virgil Cole
- Viggo Mortensen - Everett Hitch
- Renée Zellweger - Allie French
- Jeremy Irons - Randall Bragg
- Lance Henriksen - Ring Shelton
- Adam Nelson - Mackie Shelton
- Timothy Spall - Phil Olson
- Ariadna Gil - Katie
- James Gammon - Earl May
- Tom Bower - Abner Raines
- Rex Linn - szeryf Clyde Stringer
- Corby Griesenbeck - Charlie Tewksbury

## Fabuła
Nowy Meksyk, rok 1882. Virgil Cole i Everett Hitch są bezwzględnymi stróżami prawa, którzy za odpowiednią zapłatę zaprowadzą porządek nawet w najniebezpieczniejszej mieścinie. Pewnego dnia trafiają do górniczej osady Appaloosa, którą terroryzuje banda Randalla Bragga. Cole i Hitch postanawiają przeciwstawić się mu. Zaprowadzają porządek według własnych reguł i wydają się nie do pokonania. Do czasu, kiedy w miasteczku pojawi się piękna i prowokująca Allie French.